# Саввас Кофідіс
Саввас Кофідіс (грец. Σάββας Κωφίδης, нар. 12 лютого 1961, Алмати) — грецький футболіст, що грав на позиції півзахисника. По завершенні ігрової кар'єри — футбольний тренер.
Виступав, зокрема, за клуби «Іракліс», «Олімпіакос» та «Аріс», а також національну збірну Греції.

## Клубна кар'єра
У дорослому футболі дебютував 1982 року виступами за команду клубу «Іракліс», в якій провів шість сезонів, взявши участь у 206 матчах чемпіонату. Більшість часу, проведеного у складі «Іракліса», був основним гравцем команди.
Своєю грою за цю команду привернув увагу представників тренерського штабу клубу «Олімпіакос», до складу якого приєднався 1988 року. Відіграв за клуб з Пірея наступні чотири сезони своєї ігрової кар'єри. Граючи у складі «Олімпіакоса» також здебільшого виходив на поле в основному складі команди.
1992 року уклав контракт з клубом «Аріс», у складі якого провів наступні п'ять років своєї кар'єри гравця.  Тренерським штабом нового клубу також розглядався як гравець «основи».
Завершив професійну ігрову кар'єру у клубі «Іракліс», у складі якого вже виступав раніше. Прийшов до команди 1997 року, захищав її кольори до припинення виступів на професійному рівні у 1999.

## Виступи за збірну
1982 року дебютував в офіційних матчах у складі національної збірної Греції. Протягом кар'єри у національній команді, яка тривала 13 років, провів у формі головної команди країни 67 матчів, забивши 1 гол.
У складі збірної був учасником чемпіонату світу 1994 року у США.

## Тренерська кар'єра
2005 року розпочав самостійну тренерську кар'єру, очоливши команду свого рідного «Іракліса», а вже за результатами 2006 року, в якому його команда неочікувано сягнула четвертого місця у чемпіонаті, був визнаний найкращим тренером року Грецької Суперліги. Утім вже 2007 року, після десяти матчів без перемог, тренер залишив «Іракліс» аби того ж року очолити команду клубу «Шкода Ксанті», в якому надовго не затримався.
Восени 2009 року керівництво «Іракліса» звільнило українського спеціаліста Олега Протасова і знову запросило очолити команду клубу Кофідіса. Проте вже наступного року тренер удруге залишив клуб. 
Протягом 2012–2013 років працював з друголіговою командою «Анагеннісі» (Янниця), яка під його керівництвом уникла пониження у класі, заянявше четверте з кінця місце у своїй групі змагання.